# Айова Вулвз
Айова Вулвз (англ. Iowa Wolves) — американский профессиональный баскетбольный клуб, выступающий в Западная конференции Средне-западном дивизионе Лиги развития НБА. Команда была основана перед началом сезона 2007/08 годов под названием «Айова Энерджи» и базируется в городе Де-Мойн (штат Айова). В 2013—2014 и с 2017 года является фарм-клубом команды Национальной баскетбольной ассоциации «Миннесота Тимбервулвз». Домашние игры проводит в «Уэллс Фарго-арена». «Айова Энерджи» в своей первой домашней игре установили рекорд посещаемости для команд Лиги развития НБА — 8 842 человек. Этот рекорд был позже побит «Энерджи» во время финала Ди-Лиги 2011 года, когда игру посетило 14 036 человек. В этом же году клуб завоевал чемпионский титул лиги.

## История
27 февраля 2007 года руководство Д-Лиги объявило, что в сезоне 2007/08 в лиге появится четыре новых команды, одна из которых будет базироваться в Де-Мойне (Айова). Владельцем клуба стала группа местных бизнесменов, ведомая адвокатом Джерри Кроуфордом, в которую также входили Гари Кирке, Шелдон Оринджер, Пол Дрей, Майкл Ричардс и Брюс Растеттер, которые сформировали организацию Iowa Basketball, LLC для управления клубом. Домашние матчи команда стала проводить в «Уэллс-Фарго-арене». Первым главным тренером клуба стал бывший игрок Северной Айовы Ник Нёрс.
Первоначально руководство нового клуба планировало провести конкурс по выбору названия клуба и на веб-сайте команды был вывешен список из предполагаемых названий: «Корнкобс», «Мэйз», «Ривер Кэтс», «Скэрекраус» и «Форогбредс». Однако 29 июня 2007 года владельцы объявили, что клуб будет носить имя «Айова Энерджи», а также показали цвета и логотип команды. Логотипом команды стал оранжевый баскетбольный мяч над словом «energy», а цветами — фиолетовый, оранжевый и красный. Было также объявлено, что «Айова Энерджи» станет фарм-клубом «Чикаго Буллз» и «Майами Хит».
В 2017 году команда переименована в «Айова Вулвз» и вновь, как и в 2013—2014 годах, стала фарм-клубом «Миннесота Тимбервулвз».

## Связь с клубами НБА

### Является фарм-клубом
- Миннесота Тимбервулвз (2017—н. в.)

### В прошлом был фарм-клубом
- Майами Хит (2007—2008)
- Чикаго Буллз (2007—2014)
- Финикс Санз (2008—2011)
- Нью-Орлеан Хорнетс/Пеликанс (2011—2014)
- Вашингтон Уизардс (2011—2014)
- Денвер Наггетс (2012—2014)
- Миннесота Тимбервулвз (2013—2014)
- Мемфис Гриззлис (2014—2017)